# Savannah 200 1964
Savannah 200 1964 var ett stockcarlopp ingående i Nascar Grand National Series (nuvarande Nascar Cup Series) som kördes 1 maj 1964 på den 0,5 mile (804,672 m) långa ovalbanan Savannah Speedway i Savannah i Georgia. Totalt avverkades 100 miles (160,934 km) fördelat på 200 varv. Banunderlaget var dirt. 
Loppet vanns av LeeRoy Yarbrough i en Plymouth på tiden 1:25.19 körande för Louis Weathersbee. Yarbroughs snitthastighet uppgick till 70,326 mph. Han var vid målgång ensam förare på ledarvarvet, ett varv före tvåan Marvin Panch. Prispotten uppgick till 4 625dollar, varav 1 000 dollar gick till segraren.

## Resultat
| Plc     | Nr | Förare           | Team/ bilägare       | Konstruktör | Start | Varv | Ledda varv |
| ------- | -- | ---------------- | -------------------- | ----------- | ----- | ---- | ---------- |
| 1       | 45 | LeeRoy Yarbrough | Louis Weathersbee    | Plymouth    | 4     | 200  | 63         |
| 2       | 21 | Marvin Panch     | Wood Brothers Racing | Ford        | 6     | 199  | 0          |
| 3       | 43 | Richard Petty    | Petty Enterprises    | Plymouth    | 2     | 197  | 0          |
| 4       | 87 | Buddy Baker      | J.C. Parker          | Dodge       | 8     | 197  | 0          |
| 5       | 19 | Cale Yarborough  | Herman Beam          | Ford        | 7     | 185  | 0          |
| 6       | 01 | Curtis Crider    | Curtis Crider        | Mercury     | 9     | 182  | 0          |
| 7       | 6  | David Pearson    | Owens Racing         | Dodge       | 5     | 176  | 0          |
| 8       | 71 | Andy Buffington  | James Racing         | Ford        | 10    | 173  | 0          |
| 9       | 9  | Roy Tyner        | Roy Tyner            | Chevrolet   | 11    | 172  | 0          |
| 10      | 88 | Jimmy Helms      | Buck Baker Racing    | Chrysler    | 12    | 152  | 0          |
| 11      | 54 | Jimmy Pardue     | Burton-Robinson      | Plymouth    | 1     | 137  | 137        |
| 12      | 11 | Ned Jarrett      | Bondy Long           | Ford        | 3     | 127  | 0          |
| Källor: |    |                  |                      |             |       |      |            |